# Крюйднеріська сільська рада
Крю́йднеріська сільська рада (ест. Krüüdneri külanõukogu, рос. Крююднериский сельский совет) — сільська рада в Естонській РСР, адміністративно-територіальна одиниця в складі повіту Тартумаа (1945—1950) та Отепяського району (1950—1954).

## Населені пункти
Сільській раді підпорядковувалися села: Пяева (Päeva), Пока (Poka), Парму (Parmu), Вагі (Vahi), Абісааре (Abisaare), Кула (Kula), Сулаоя (Sulaoja), Вескі (Veski), Палу (Palu), Сагкрі (Sahkri), Маарісте (Маарітса) (Maariste (Maaritsa), Лутсу (Lutsu), Тарікатсі (Tarikatsi), Пеебу (Peebu), Ора (Ora), Пууґі (Puugi), Алліку (Alliku), Луйґасте (Luigaste), Ярве (Järve), Луллу (Lullu).

## Історія
13 вересня 1945 року на території волості Вескі в Тартуському повіті утворена Крюйднеріська сільська рада з центром у селі Сулаоя. Головою сільської ради обраний Яан Тенс (Jaan Tens), секретарем — Меета Клауссер (Meeta Klausser).
26 вересня 1950 року, після скасування в Естонській РСР повітового та волосного поділу, сільська рада ввійшла до складу новоутвореного Отепяського сільського району.
17 червня 1954 року в процесі укрупнення сільських рад Естонської РСР Крюйднеріська сільська рада ліквідована. Її територія склала південну частину новоутвореної Вескіської сільської ради.